# Опи (Л'Аквила)
Опи (итал. Opi) је насеље у Италији у округу Л'Аквила, региону Абруцо.
Према процени из 2011. у насељу је живело 365 становника. Насеље се налази на надморској висини од 858 м.